# Lamborghini Gallardo
Lamborghini Gallardo (gajardo) je bil model italijanskega proizvajalca športnih avtomobilov Lamborghini. Gallardo je bil Lamborghinijev najbolje prodajan avtomobil, ki so ga izdelovali od leta 2003 do 2013. Izdelali so jih 14.022. Njegov predhodnik je bil model Jalpa, nasledil pa ga je Huracán.

## Modeli

### Prva generacija

#### Gallardo
Imel je V10 motor. Njegova zunanjost temelji na zunanjosti Cale. Kupci so lahko izbirali med avtomatičnim menjalnikom ali pol avtomatičnim menjalnikom.

#### Coupé
Leta 2006 so Gallardu uvedli spremembe. Motor je zdaj proizvajal 513 konjev. Ta model je bil na vseh področjih boljši od prejšnjega.

#### Spyder
Spyder model so uvedli leta 2006. Motor je proizvajal 513 konjev. Imel je mehko streho, ki jo je bilo možno odstraniti.

#### Superleggera
Superleggero so uvedli leta 2007. Ta model je bil za 100kg lažji od navadnega Gallardota, ker so uporabili veliko ogljikovih vlaknin. Motor je proizvajal 523 konjev.

### Druga generacija

#### LP560-4
Ta model so uvedli leta 2007. Motor je imel 5.2 L, ki je proizvajal 552 konjev. Dosegel je lahko največjo hitrost 325 km/h.

#### LP560-4 Spyder
Spyder različico so uvedli leta 2008. S tem modelom so zamenjali prejšnjo spyder različico. Motor je imel 5.2 L V10. Dosegel je lahko največjo hitrost 324 km/h.

#### LP570-4 Superleggera
Ta model so uvedli leta 2010. Bila je lažja in hitrejša različica prejšnjega modela. Zaradi velike uporabe ogljikovih vlaknin je tehtal samo 1340kg. Motor je imel 5.2 L V10, ki je proizvajal 562 konjev. Dosegel je lahko največjo hitrost 325 km/h.

#### LP570-4 Spyder Performante
Ta model so uvedli leta 2010. Bila je kabriolet različica Superleggere in uporabljala je enak motor. Ta različica je tehtala 1485kg in je lahko dosegla največjo hitrost 324km/h.

#### LP550-2 in LP550-2 Spyder
Ta modela sta bila uvedena leta 2011 in leta 2012. Bila sta najcenejše različice Gallarda na voljo.